# 1230 Riceia
1230 Riceia è un asteroide della fascia principale. Scoperto nel 1931, presenta un'orbita caratterizzata da un semiasse maggiore pari a 2,5720105 UA e da un'eccentricità di 0,1790461, inclinata di 10,49371° rispetto all'eclittica.
Il suo nome è in onore dell'astronomo statunitense Hugh Rice.